# صالة توركو

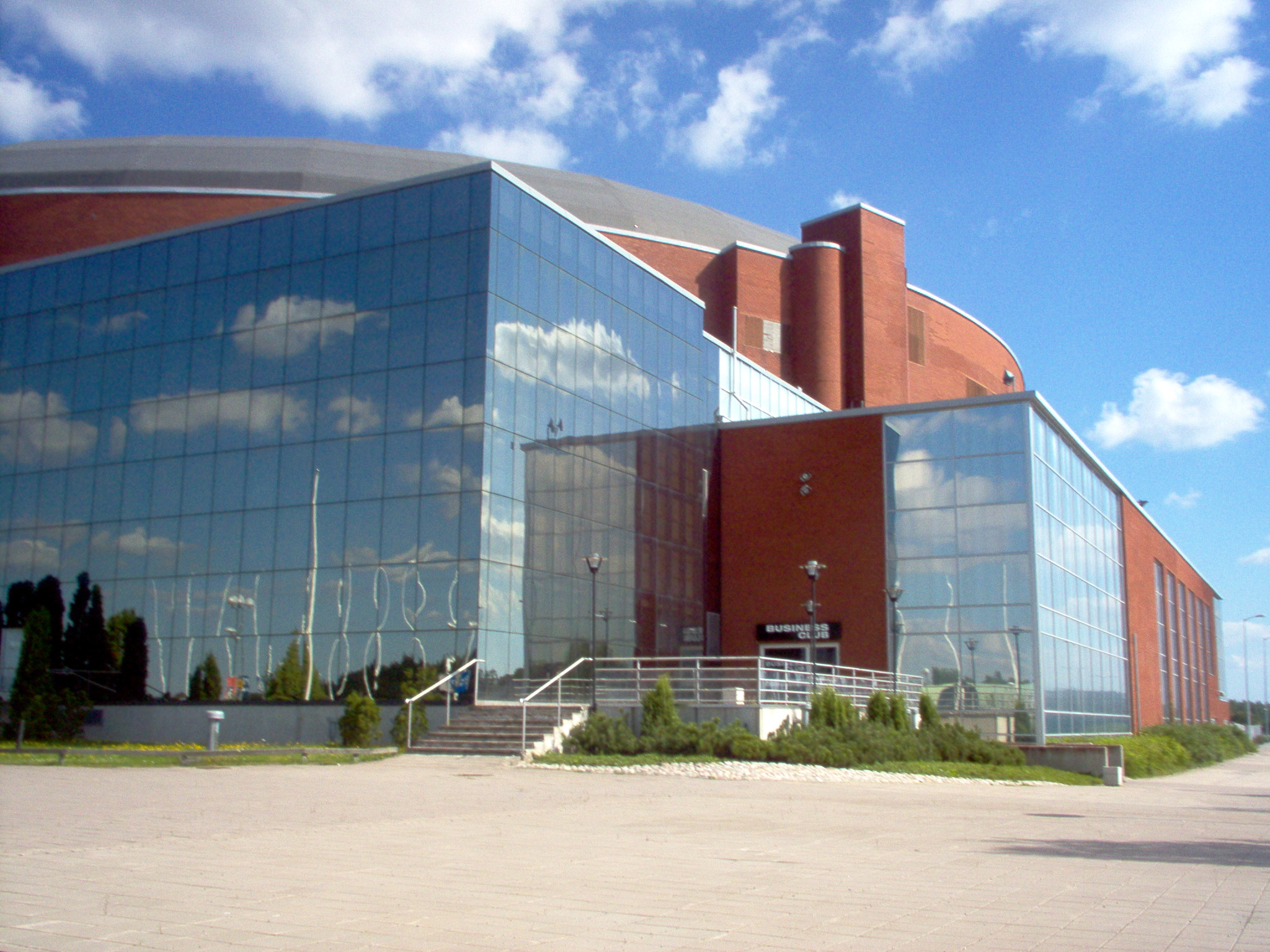
صالة توركوهالي

توركوهالي (بالفنلندية: Turkuhalli؛ بالسويدية: Åbohallen) صالة رياضية في مدينة توركو، فنلندا. تستخدم في المقام الأول لرياضة هوكي الجليد، وصالة الرئيسية لفريق توركو لهوكي الجليد، لكنها أيضا كثيرا ما تستخدم لاستضافة الحفلات الموسيقية وغيرها من الأحداث. وكان صالة تورركو المكان الرئيسي لبطولة العالم لهوكي الجليد عام 1991 و إحدى الأماكن في عامي 2003، 1997، و 2013
افتتحت توركوهالي في عام 1990 بقدرة على استعاب 11820 متفرج. وقد تم تسجيل رقم قياسي 12041 للحضور في عام 1991.

## وصلات خارجية
- الموقع الرسمي لتوركوهالي
- World Stadiums - توركوهالي